# 國家文官學院
國家文官學院為中華民國考試院公務人員保障暨培訓委員會（以下簡稱保訓會）所屬機關，院本部設於臺北市南港區忠孝東路七段576號，中區培訓中心設於南投縣南投市中興新村光明路1號（與行政院人事行政總處公務人力發展學院南投院區共用），高雄園區（小港）設於高雄市小港區大業北路436號（與高雄市立空中大學共用）。

## 歷史

### 成立

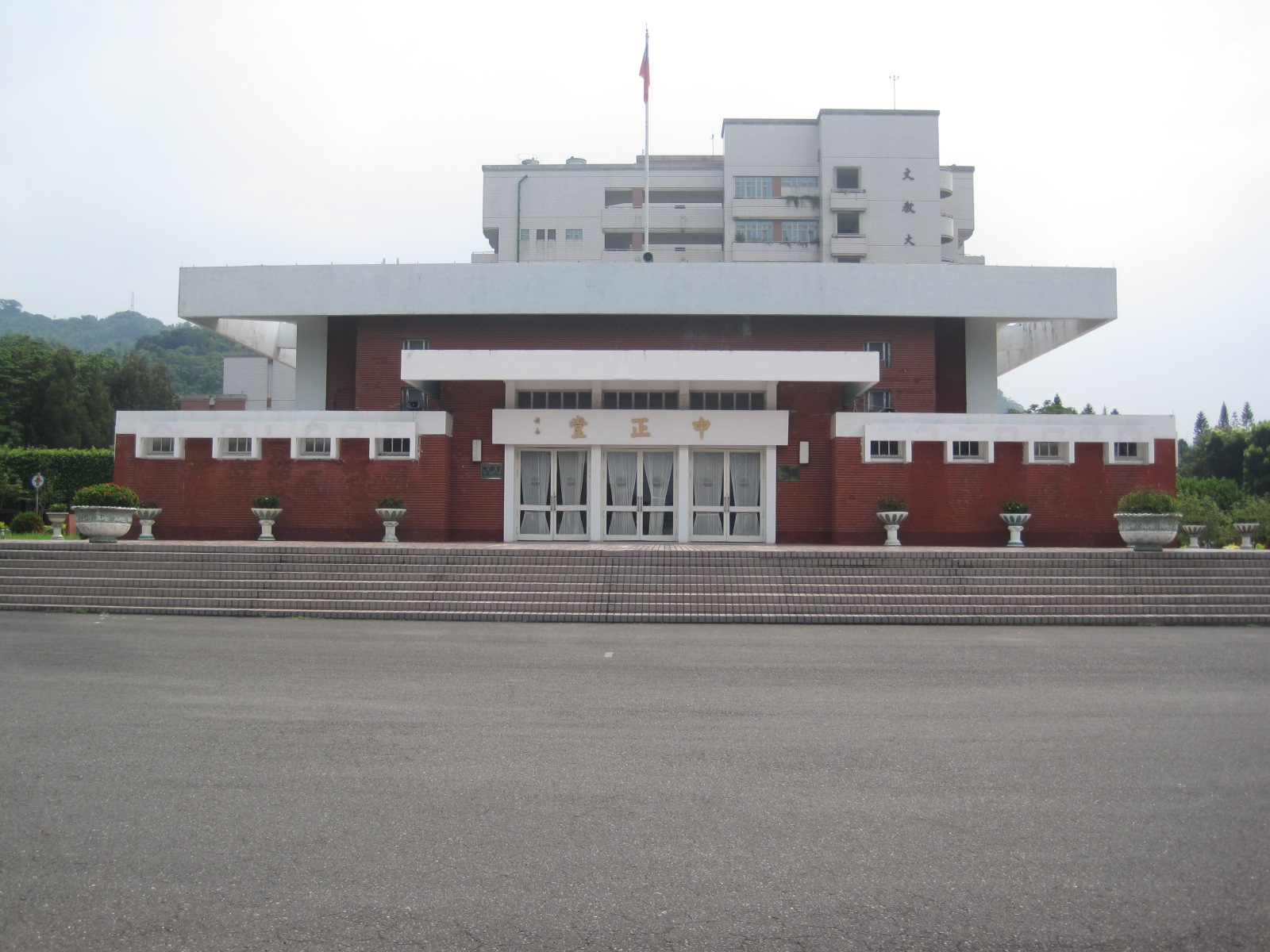
國家文官學院中區培訓中心中正堂

1998年11月11日，中華民國總統李登輝公布《國家文官培訓所組織條例》，全文12條。1999年7月26日，考試院保訓會成立「國家文官培訓所」，辦理公務人員各項法定任用訓練及相關訓練。院本部現址建築物自國有財產署承接，曾為臺灣省物資局、高峰百貨南港店。

### 中部園區落成與改制
2004年5月3日，國家文官培訓所成立中部園區。2010年3月26日，國家文官培訓所改制成立國家文官學院；中部園區隨同法制化，為考試院四級機關，更名為「國家文官學院中區培訓中心」。

### 改制
2009年4月2日，考試院第11屆第29次會議決議通過《國家文官培訓所組織條例》修正草案，10月23日立法院三讀通過將《國家文官培訓所組織條例》修正為《國家文官學院組織法》，全文8條，11月18日總統公布《國家文官學院組織法》。2010年3月26日，國家文官培訓所改為國家文官學院。

## 組織及職掌
國家文官學院隸屬於保訓會，置有院長（由保訓會主任委員兼任）、副院長及主任秘書各1人，下設研究發展組、訓練發展組、交流合作組、評鑑發展中心、數位學習中心、秘書室、人事室、主計室、政風室等9個單位，預算員額66人。2018年11月19日及2020年2月24日分別在高雄市成立「國家文官學院高雄園區（小港）」及「國家文官學院高雄園區（澄清湖）」。自2024年1月起，高雄地區培訓事項統籌由「國家文官學院高雄園區（小港）」辦理。
國家文官學院負責全國公務人員之法定訓練，核心業務係依據《公務人員考試法》、《公務人員任用法》、《公務人員訓練進修法》等規定，辦理高階公務人員晉升官等訓練、考試錄取人員訓練等，每年訓練人數約10,000人。

## 歷任首長
| 任別                | 姓名                | 任職期間                      | 備註                |
| 國家文官培訓所 所長 | 國家文官培訓所 所長 | 國家文官培訓所 所長           | 國家文官培訓所 所長 |
| ------------------- | ------------------- | ----------------------------- | ------------------- |
| 1                   | 蔡榮桐              | 1999年7月26日－2000年6月      |                     |
| 2                   | 鄭吉男              | 2000年6月－2002年1月          |                     |
| 3                   | 李嵩賢              | 2002年1月－2008年9月          |                     |
| 4                   | 廖世立              | 2008年10月－2010年3月25日     |                     |
| 國家文官學院 院長   |                     |                               |                     |
| 1                   | 張明珠              | 2010年3月26日－2010年10月12日 | 由保訓會主委兼任    |
| 2                   | 蔡璧煌              | 2010年10月13日－2016年5月19日 | 由保訓會主委兼任    |
| 3                   | 李逸洋              | 2016年5月20日－2017年2月28日  | 由保訓會主委兼任    |
| 4                   | 郭芳煜              | 2017年3月1日－2020年8月31日   | 由保訓會主委兼任    |
| 5                   | 郝培芝              | 2020年9月1日－2024年8月30日   | 由保訓會主委兼任    |
| 6                   | 蔡秀涓              | 2024年9月1日－現任            | 由保訓會主委兼任    |

## 外部連結
- 官方网站
- 國家文官學院的Facebook專頁